# Pyrrorhiza neblinae
Pyrrorhiza neblinae Maguire & Wurdack – gatunek rośliny z monotypowego rodzaju Pyrrorhiza Maguire & Wurdack z rodziny hemodorowatych. Występuje endemicznie w Serra do Imeri w południowej Wenezueli. Rośnie na otwartych, kwaśnych i bagnistych sawannach, zdominowanych przez heliamfory i  Bonnetia maguireorum, wzdłuż strumieni, między 1800–2100 m n.p.m.

## Morfologia
PokrójWieloletnie rośliny zielne, o wysokości do 150 cm.
PędyPomarańczowoczerwone bulwocebule zebrane w wiązkach.
LiścieWąsko odwrotnielancetowate.
KwiatyZebrane w baldachogrono składające się z 2–3 skrętków. Osie kwiatostanu kutnerowate. Okwiat grzbiecisty. Listki okwiatu u nasady pomarańczowoczerwone, wierzchołkowo białe. Pręcik pojedynczy, wolny. Dwa prątniczki. Zalążnia górna, z dwoma zalążkami w każdej komorze.
OwoceElipsoidalne, trójstronnie spłaszczone torebki. Nasiona dyskowate, wklęsłe, nagie, ale gęsto owłosione na brzegach.

## Systematyka
Pozycja systematycznaRodzaj z monotypowego rodzaju Pyrrorhiza z podrodziny Haemodoroideae w rodzinie hemodorowatych (Haemodoraceae) w rzędzie komelinowców (Commelinales).